# Mine de Zhitikara
La mine de Zhitikara est une mine à ciel ouvert d’amiante située dans la localité de Jitikara au Kazakhstan. 